# Comuna Hodunivka, Iahotîn
Hodunivka (în ucraineană Годунівка) este o comună în raionul Iahotîn, regiunea Kiev, Ucraina, formată din satele Hodunivka (reședința) și Lebedivka.

## Demografie
Componența lingvistică a comunei Hodunivka
     Ucraineană (93,72%)
     Rusă (5,24%)
     Belarusă (1,05%)
Conform recensământului din 2001, majoritatea populației comunei Hodunivka era vorbitoare de ucraineană (93,72%), existând în minoritate și vorbitori de rusă (5,24%) și belarusă (1,05%).